# Marietta Tuena
Marietta Tuena Sangri (12 de noviembre de 1935-3 de febrero de 2023), conocida como Marietta Tuena de Gómez, fue una médica, profesora, bioquímica e investigadora mexicana. 

## Trayectoria
Miembro del Sistema Nacional de Investigadores. Después de cursar la carrera de medicina y el doctorado en bioquímica en la Universidad Nacional Autónoma de México, se dedicó a la investigación y junto a su esposo, Armando Gómez Puyou, formó parte de un grupo académico que condujo a la fundación del Instituto de Fisiología Celular de la UNAM. Fue profesora del doctorado en bioquímica de la Facultad de Ciencias Químicas de la UNAM y del Instituto de Neurología, titular de la Coordinación de la Enseñanza en el Departamento de Bioquímica de la Facultad de Medicina de la UNAM, profesora en la Universidad Johns Hopkins en Baltimore y en la Universidad Técnica Federal de Zúrich, Suiza; en la Universidad Estadual de Campinas, Brasil; en la Universidad Federal de Río de Janeiro, Brasil; en el Instituto Nencki de Biología Experimental, en Varsovia, Polonia, y en el Laboratorio Arrhenius de la Universidad de Estocolmo, Suecia. Publicó más de 150 artículos científicos y en 1995 fue nombrada Investigadora Emérita del Instituto de Fisiología Celular.

## Ámbito científico
En 1961 estableció el estudio de la transducción energética como área de investigación científica. En sus primeros estudios, demostró que la fosforilación oxidativa se modifica por los cationes monovalentes. Durante muchos años se dedicó a estudiar las transformaciones energéticas, principalmente los mecanismos por los que algunas enzimas transforman la energía de potenciales electroquímicos en energía química. La estructura y la función de las membranas también fueron temas de su investigación.
Perteneció al grupo de investigadores pioneros y más productivos de la investigación bioquímica y biomédica en la UNAM y en México: Guillermo Massieu Helguera, Herminia Pasantes, Ricardo Tapia, Miguel Pérez de la Mora, Jesús Manuel León Cázares, Graciela Meza Ruiz, María Elena Sandoval, Ángel Arroyo, Edmundo Chávez, Aurora Brunner, Alfonso Cárabez, Armando Gómez Puyou, José Laguna, Jesús Guzmán García, José Luis Molinari, Victoria Chagoya, Antonio Peña Díaz, Enrique Piña, Ana Luis Anaya, Ana María López Colomé, Edgardo Escamilla, René Drucker Colín, Lourival Possani, Rolando Lara y Rocío Salceda. El 12 de marzo de 1973 se anunció que el trabajo de este grupo de investigación experimental de la Facultad de Medicina y del Instituto de Biología se reunirían en un solo espacio físico y en un mismo ambiente académico con la intención de formar un centro que permitiera la integración científica e incrementar la productividad, evitando la duplicación de equipo, presupuesto y trabajo: así fue como se fundó el Instituto de Fisiología Celular, Biofísica y Neurociencias de la UNAM.

## Publicaciones
Sus más de 150 artículos científicos han sido publicados en revistas nacionales e internacionales como Biochemistry, Journal of Biological Chemistry, European Journal of Biochemistry, Archives of Biochemestry and Biophysics, Biochimica et Biophysica Acta, Journal of Bioenergetics, Prensa Médica Mexicana, Academic Press, Journal of Colloid and Interface Science, FEBS Letters y otras.

## Premios
- 1989, Premio Universidad Nacional, Investigación en Ciencias Naturales.[5]

## Ligas externas
- entrevista de cumpleaños por el Instituto de Fisiología Celular, UNAM

- Datos: Q20995077
- Multimedia: Marietta Tuena / Q20995077